# Newton de Andrade Cavalcanti
Newton de Andrade Cavalcanti, brazilski general, * 25. oktober 1885, † 25. november 1965.